# Station Hadley Wood
Hadley Wood is een spoorwegstation van National Rail in Enfield in Engeland. Het station is eigendom van Network Rail en wordt beheerd door Govia Thameslink Railway. 